# Collégiale
 (décembre 2012).
Si vous disposez d'ouvrages ou d'articles de référence ou si vous connaissez des sites web de qualité traitant du thème abordé ici, merci de compléter l'article en donnant les références utiles à sa vérifiabilité et en les liant à la section « Notes et références ».
Une collégiale (raccourci pour église collégiale) est une église qui possède un chapitre de chanoines composé d'un nombre fixe de chanoines réguliers ou séculiers. Tous les chanoines possèdent un siège dans le chœur de l'église afin de s'y réunir et d'y chanter ou réciter l'office divin,  un revenu et des fonctions précises.

## Définition

### Collégiale et cathédrale
Comme une cathédrale, une collégiale est une église capitulaire : c'est-à-dire qu'elle possède un chapitre de chanoines. À ce collège de chanoines, il incombe de chanter quotidiennement l'office divin et d'accomplir les fonctions liturgiques plus solennelles dans l'église.

### Collégiale et église paroissiale
Une église collégiale est dotée de fonctions et d'œuvres pieuses ou charitables particulières qui peuvent s'étendre sur d'autres paroisses, comme l'instruction des enfants, le secours des pauvres, etc.
Toutefois, le code de droit canonique de 1983 interdit l'union des paroisses à un chapitre de chanoines et oblige l'évêque diocésain à séparer celles qui seraient unies à un chapitre de chanoines.

## Catégories de collégiales
Le code de droit canonique de 1917 distinguait plusieurs catégories de collégiales. Certaines collégiales étaient dites insignes ou très insignes.

## Fonction
Les chapitres canoniaux associés à une église collégiale sont toujours composés d'hommes, mais il existe aussi des chapitres de chanoinesses.
Chacun des canonicats formant un chapitre a été créé, et financièrement doté, comme des œuvres pieuses ou charitables, par une donation, en général testamentaire, d'un seigneur ou d'un riche bourgeois, ou d'une collectivité (par exemple une fabrique)  dans la perspective du salut des âmes. En contrepartie, l'église où siège le chapitre canonial devient également souvent  lieu de sépulture du fondateur — parfois une crypte sous le sanctuaire — et mausolée familial.
Ainsi, René Visy écrit-il, dans Le maître de Saint-Chamant (du nom de la collégiale édifiée en Auvergne, à l'époque de Charles VIII), « On a dit qu'il [Robert de Balsac] avait édifié cette collégiale en repentir de toutes ses fautes passées, de toutes ses exactions et peut-être de l'assassinat de Jean V d'Armagnac. Tous ces moines qui allaient prier pendant des siècles autour de sa tombe étaient ainsi la garantie devant Dieu d'une action de grâce pour l'éternité. »
En fonction de la richesse du fondateur et du nombre prévu de chanoines,  la collégiale bénéficie de ressources matérielles suffisantes — en particulier de biens fonciers — qui sont réparties sous forme de prébendes entre les chanoines ;

## Quelques collégiales

### Autriche
- Collégiale de Vienne

### Belgique

#### Bruxelles-Capitale
- Collégiale Sainte-Gudule de Bruxelles, promue cathédrale Saints-Michel-et-Gudule
- Collégiale Saints-Pierre-et-Guidon, à Anderlecht

#### Région flamande
- Collégiale Saint-Martin d'Alost
- Collégiale Saint-Martin à Courtrai

#### Région wallonne
- Collégiale Sainte-Begge d'Andenne
- Collégiale Saint-Georges-et-Sainte-Ode d'Amay
- Collégiale Saint-Hadelin de Celles-lez-Dinant
- Collégiale Notre-Dame de Dinant
- Collégiale Saint-Feuillen de Fosses-la-Ville
- Collégiale Notre-Dame de Huy
- Collégiale Saint-Barthélemy de Liège
- Collégiale Saint-Denis de Liège
- Collégiale Saint-Jean de Liège
- Collégiale Saint-Paul de Liège, promue cathédrale
- Collégiale Saint-Pierre, à Leuze-en-Hainaut
- Collégiale Saint-Pierre de Liège (détruite début XIXe siècle)
- Collégiale Saint-Martin de Liège, promue Basilique Saint-Martin de Liège
- Collégiale Sainte-Croix à Liège
- Collégiale Saint-Jacques à Liège
- Collégiale Saint-Ursmer, à Lobbes
- Collégiale Saint-Ursmer, à Binche
- Collégiale Saint-Vincent de Soignies
- Collégiale Sainte-Waudru, à Mons

- Collégiale Notre-Dame de Namur (disparue en 1883)
- Collégiale Saint-Pierre-au-Château de Namur (disparue au XVIIIe siècle)
- Collégiale Saint-Aubain de Namur, promue cathédrale lorsque le diocèse fut érigé
- Collégiale Saint-Monon à Nassogne
- Collégiale Sainte-Gertrude, à Nivelles
- Collégiale Saint-Vincent, à Soignies

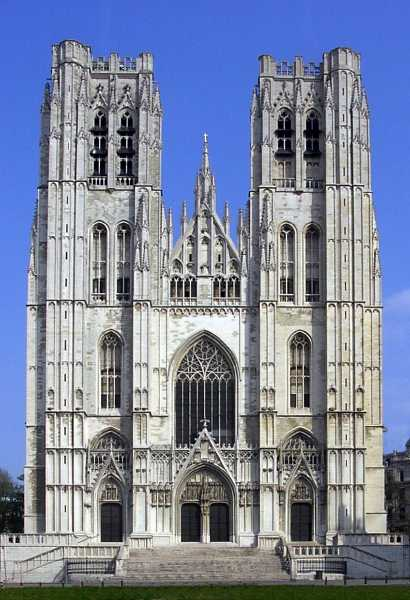
Collégiale Sainte-Gudule.
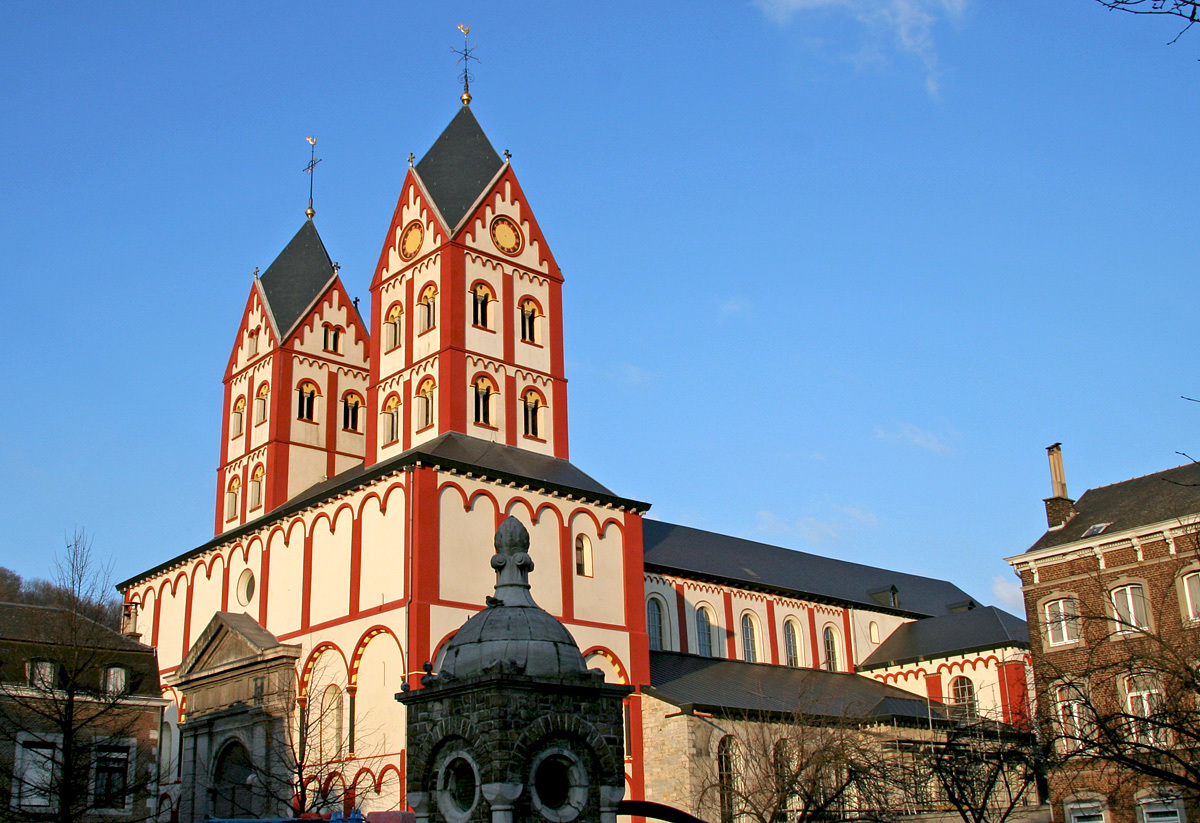
Collégiale Saint-Barthélémy.
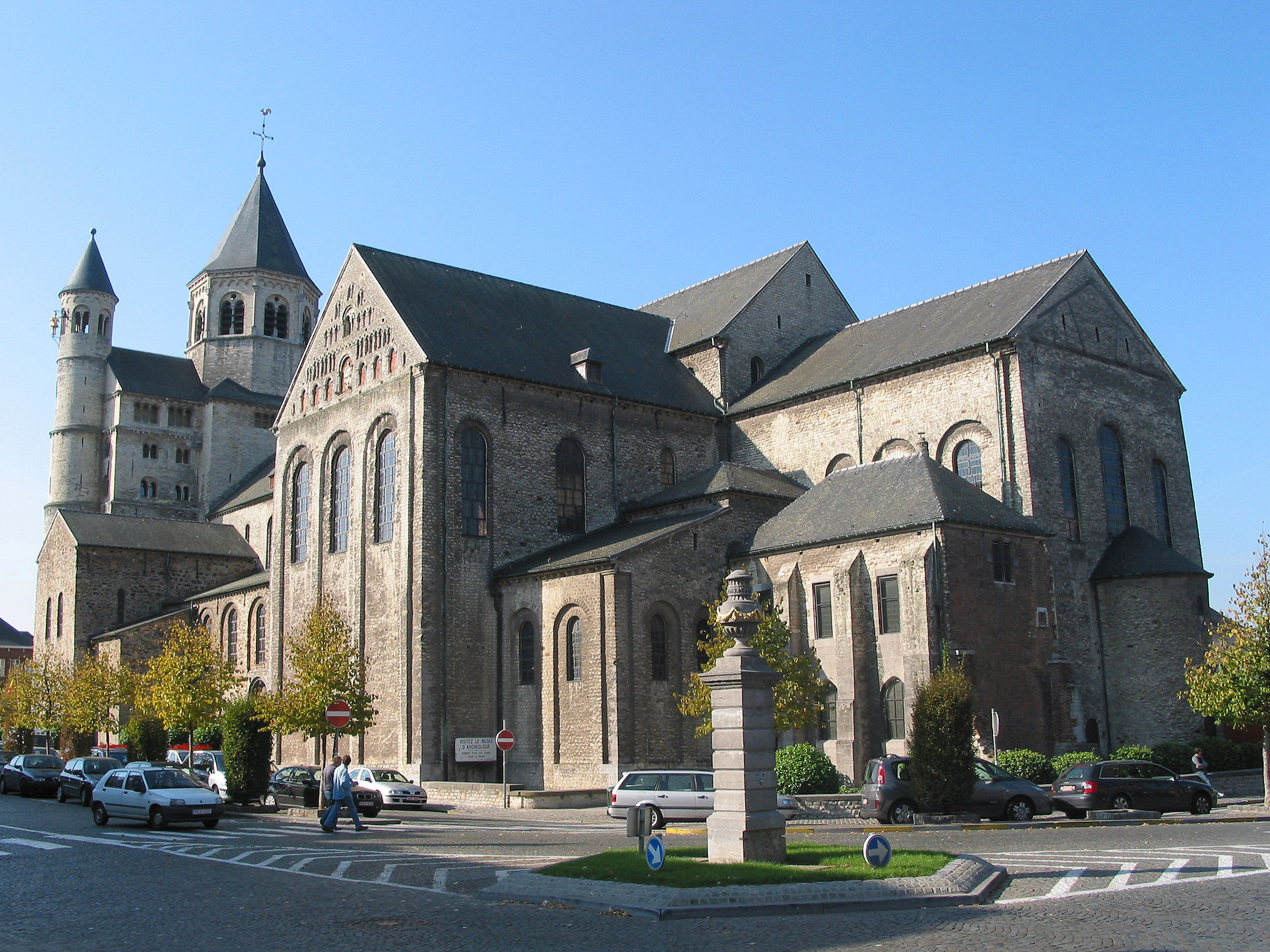
Collégiale Sainte-Gertrude de Nivelles.
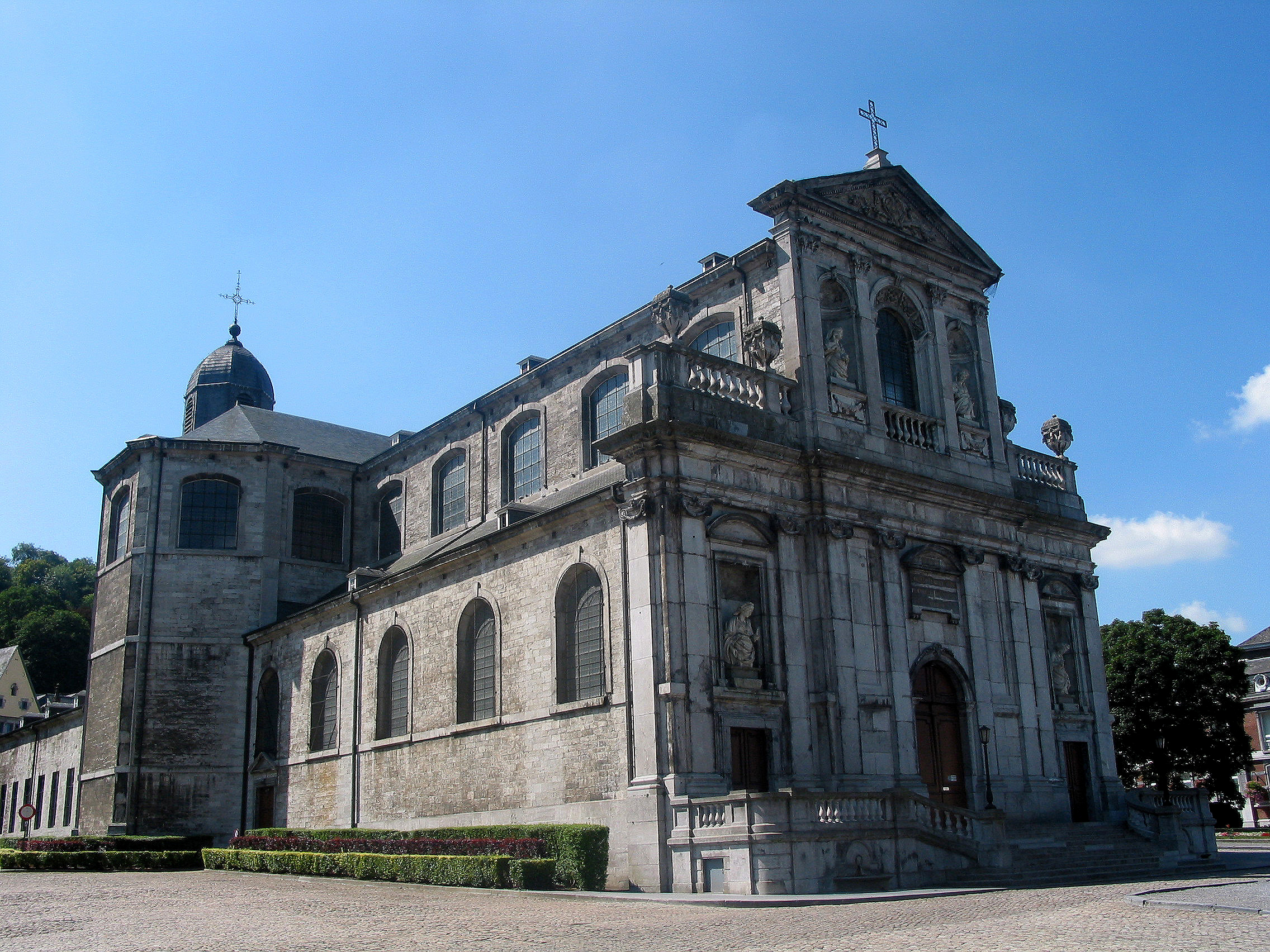
Collégiale Sainte-Begge d'Andenne.

### France

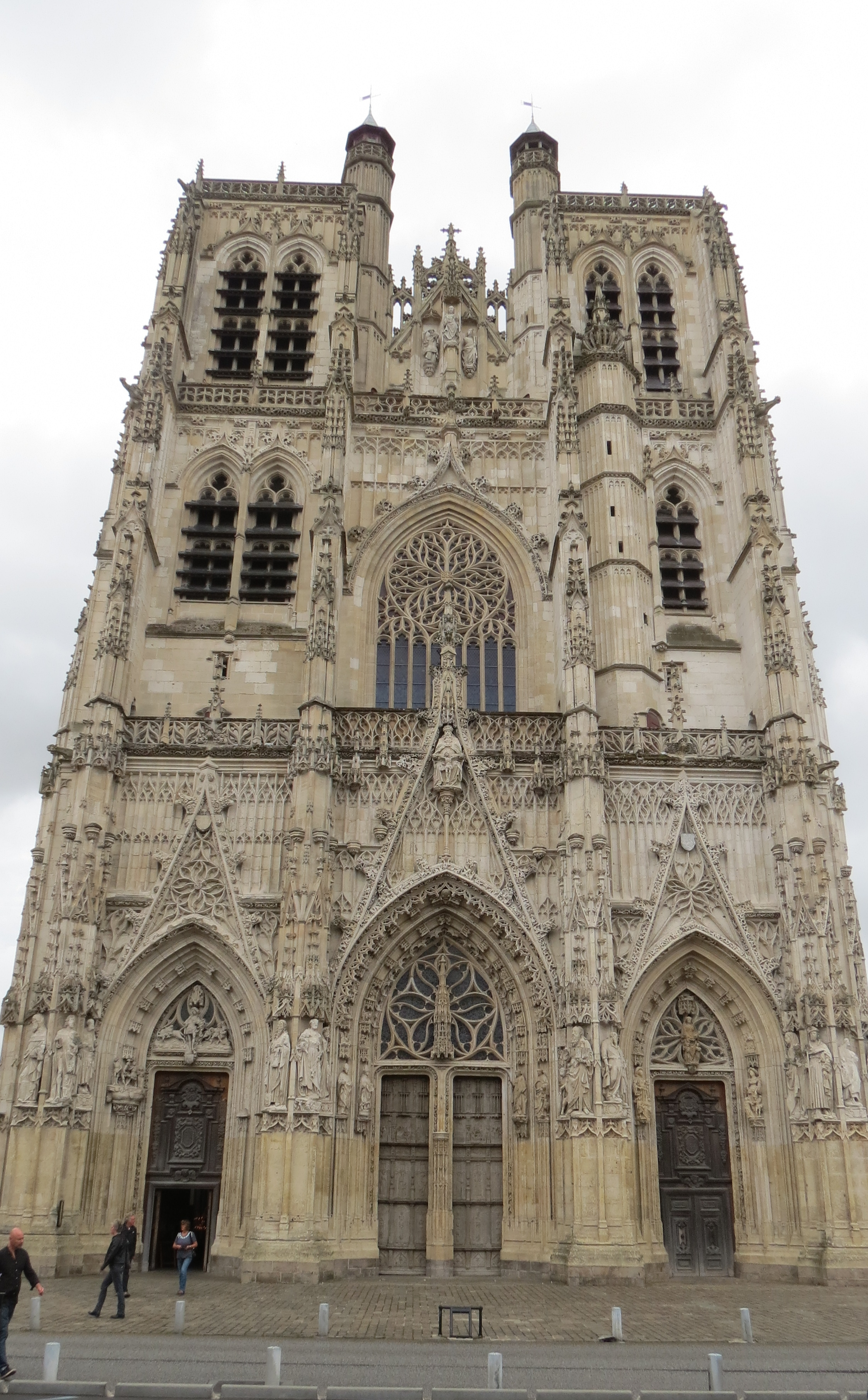
Collégiale Saint-Vulfran d'Abbeville.
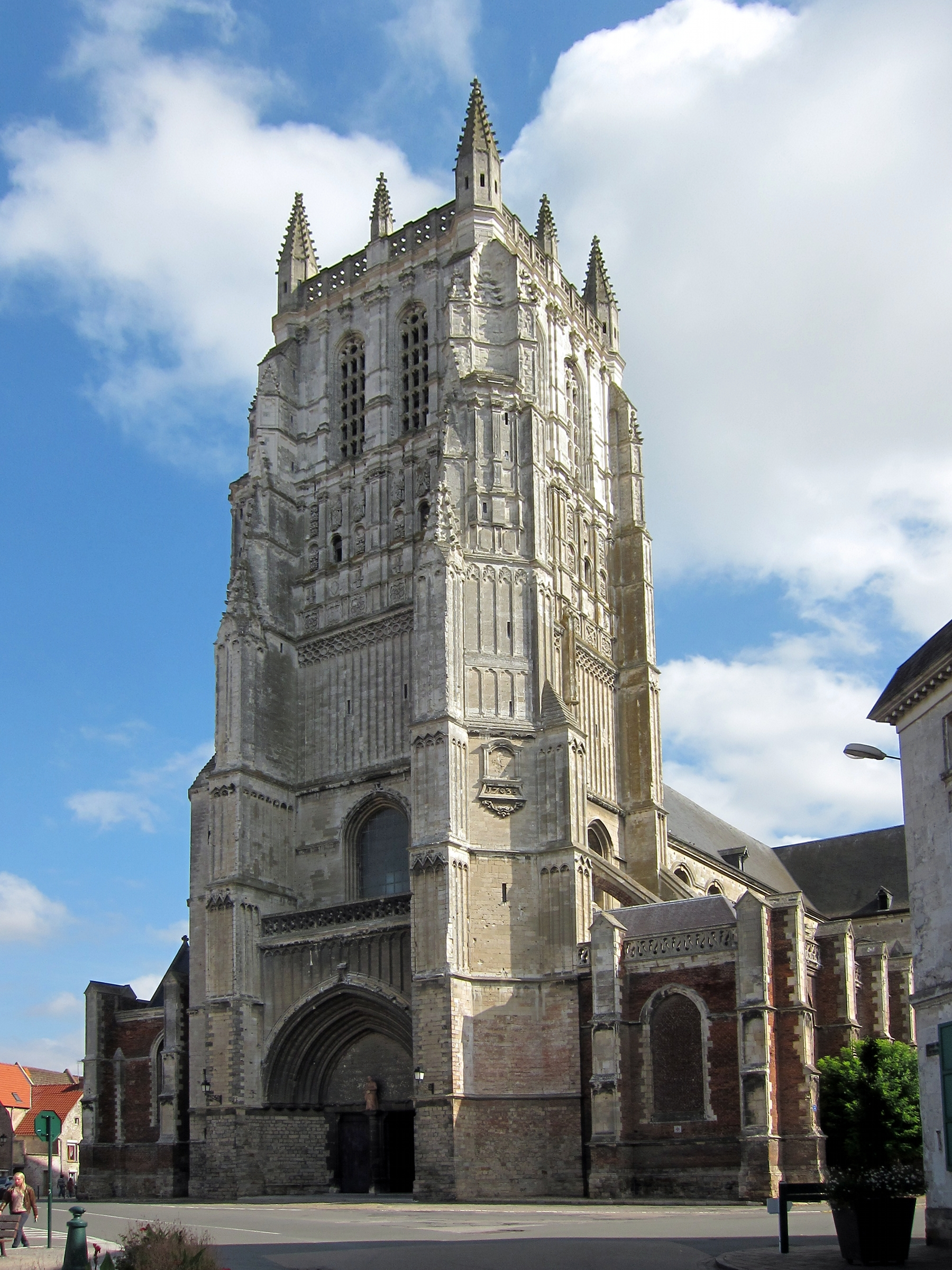
Le clocher de la collégiale Saint-Pierre d'Aire-sur-la-Lys.
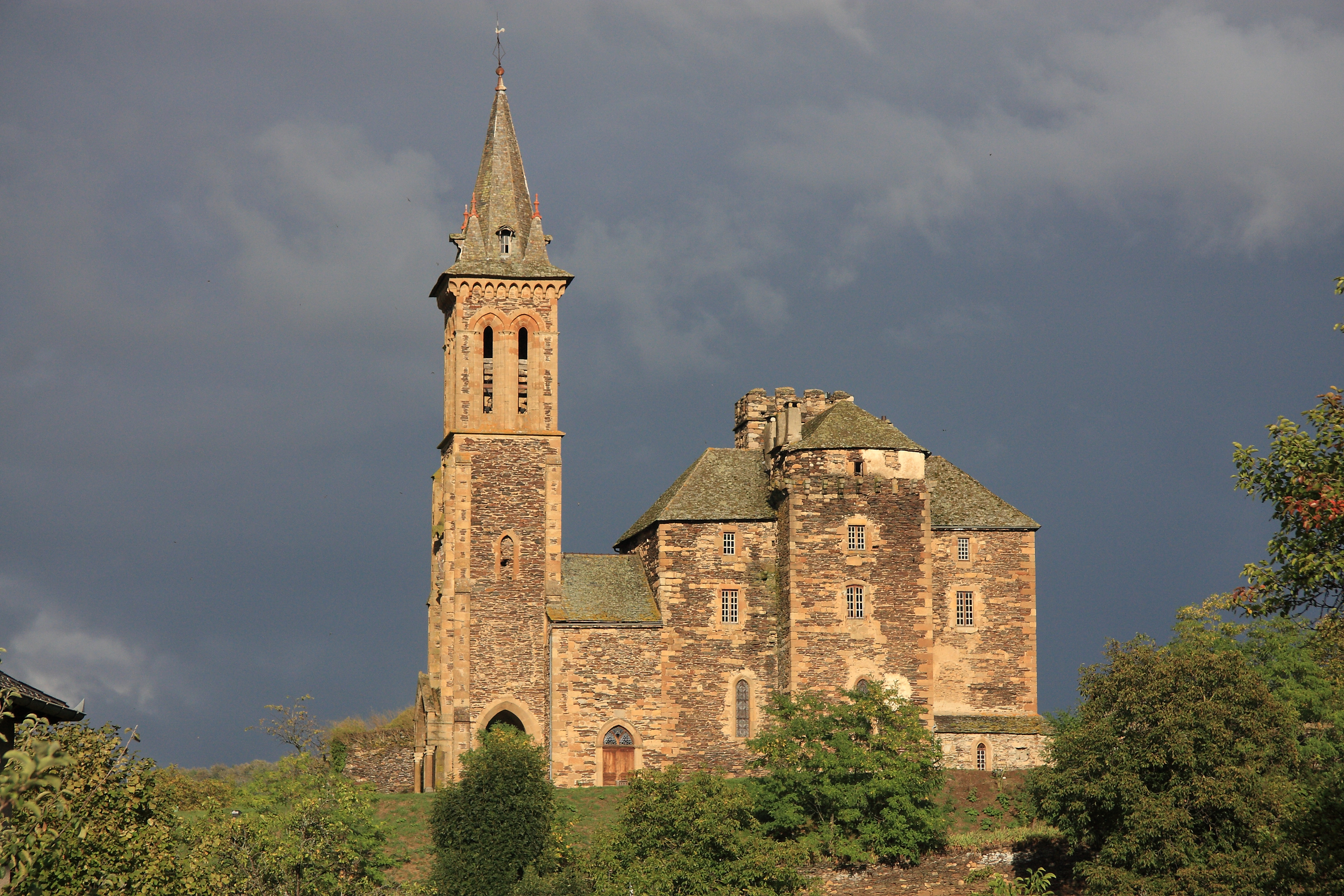
La collégiale de Bédouès.
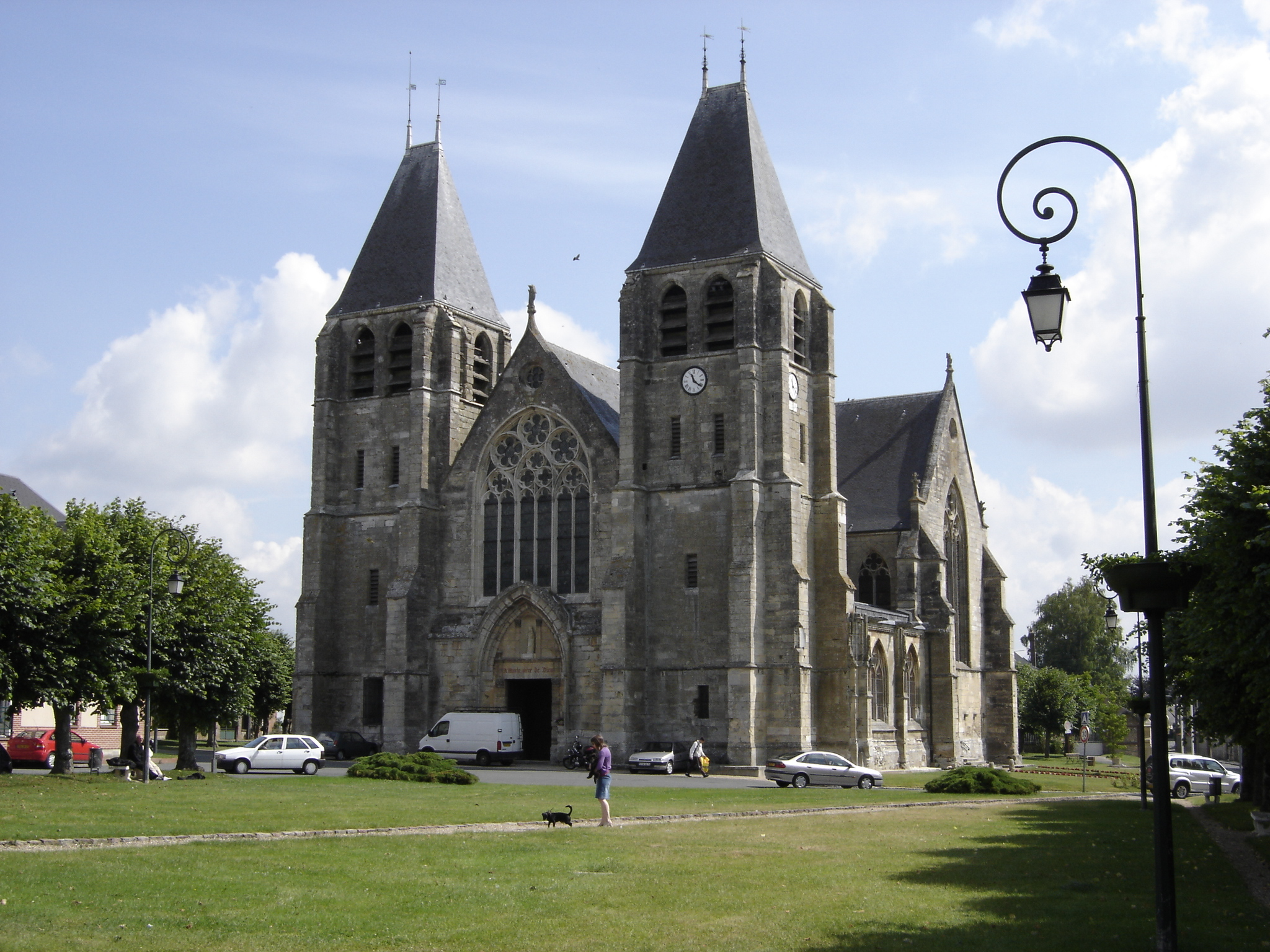
Collégiale Notre-Dame d'Écouis.
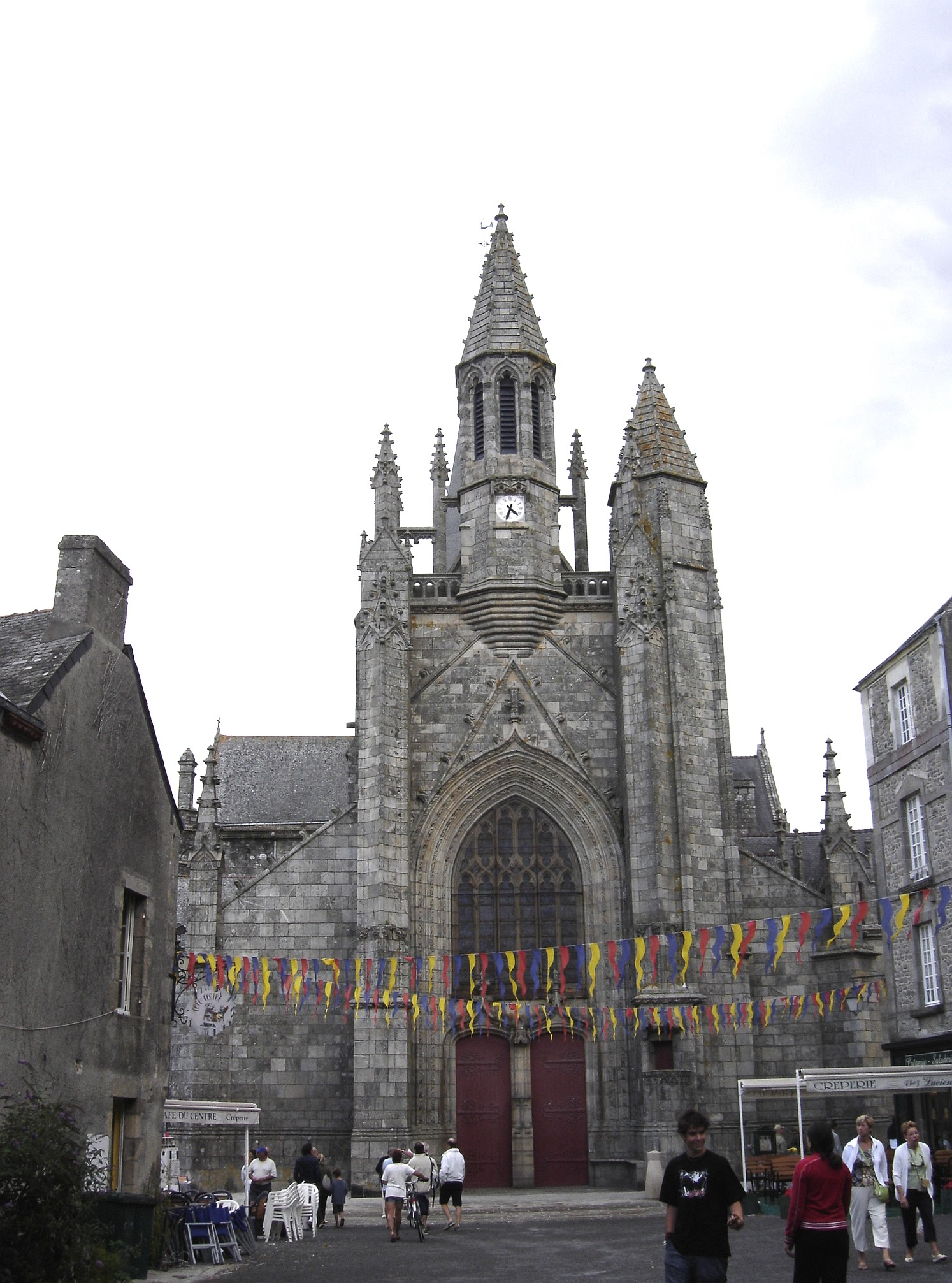
Collégiale Saint-Aubin de Guérande.
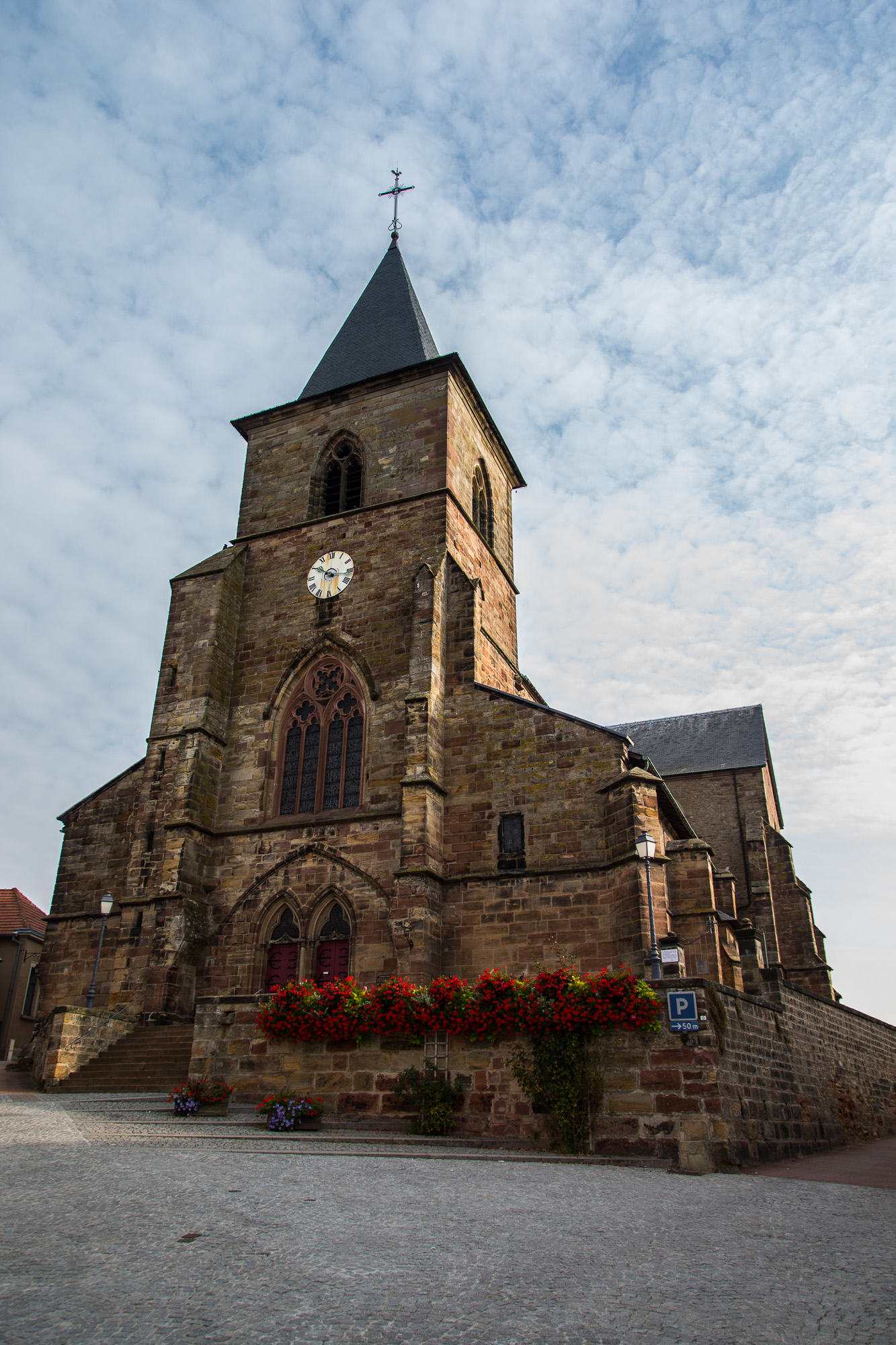
Collégiale Saint-Étienne de Hombourg-Haut.
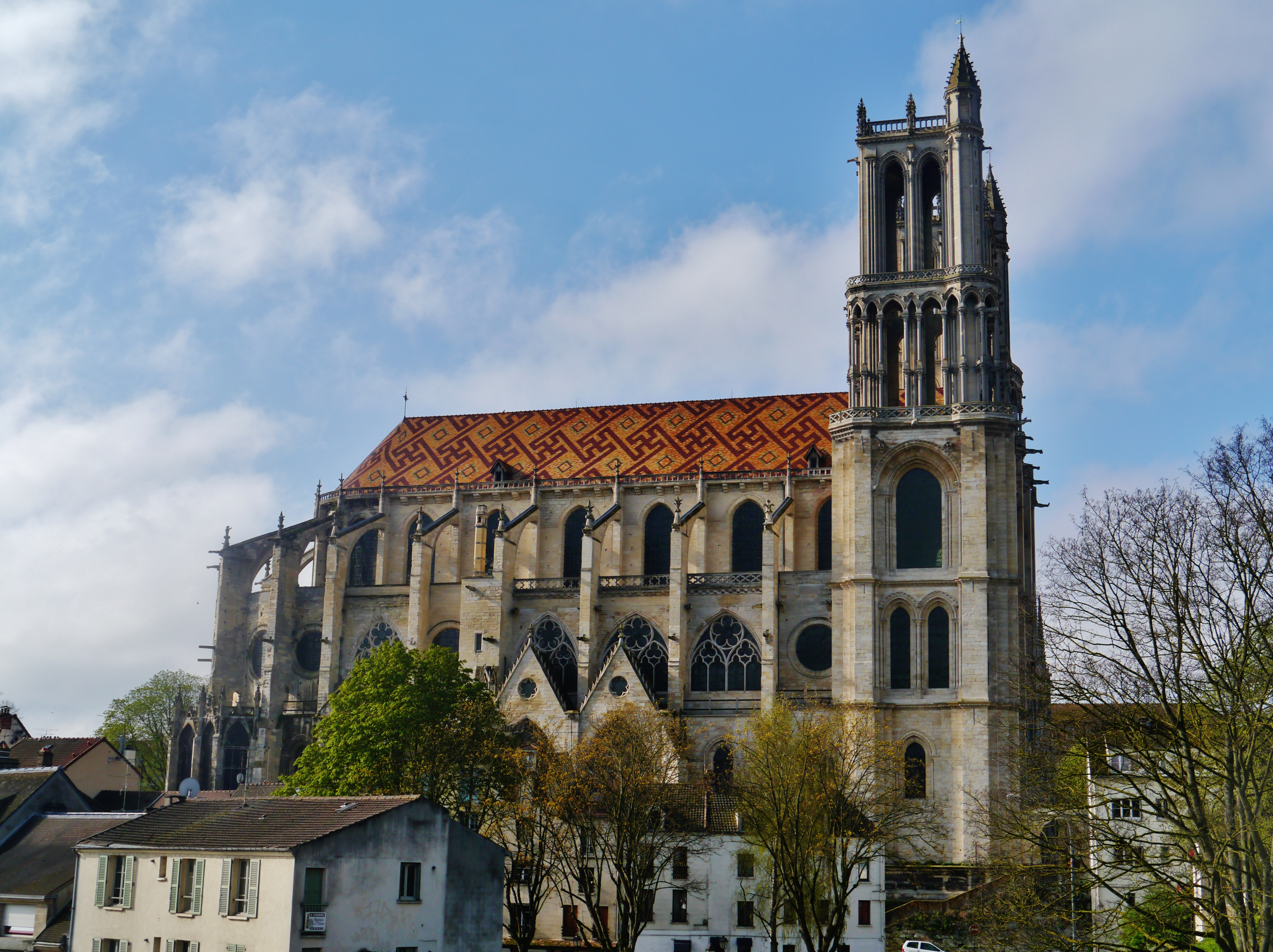
Collégiale Notre-Dame de Mantes-la-Jolie
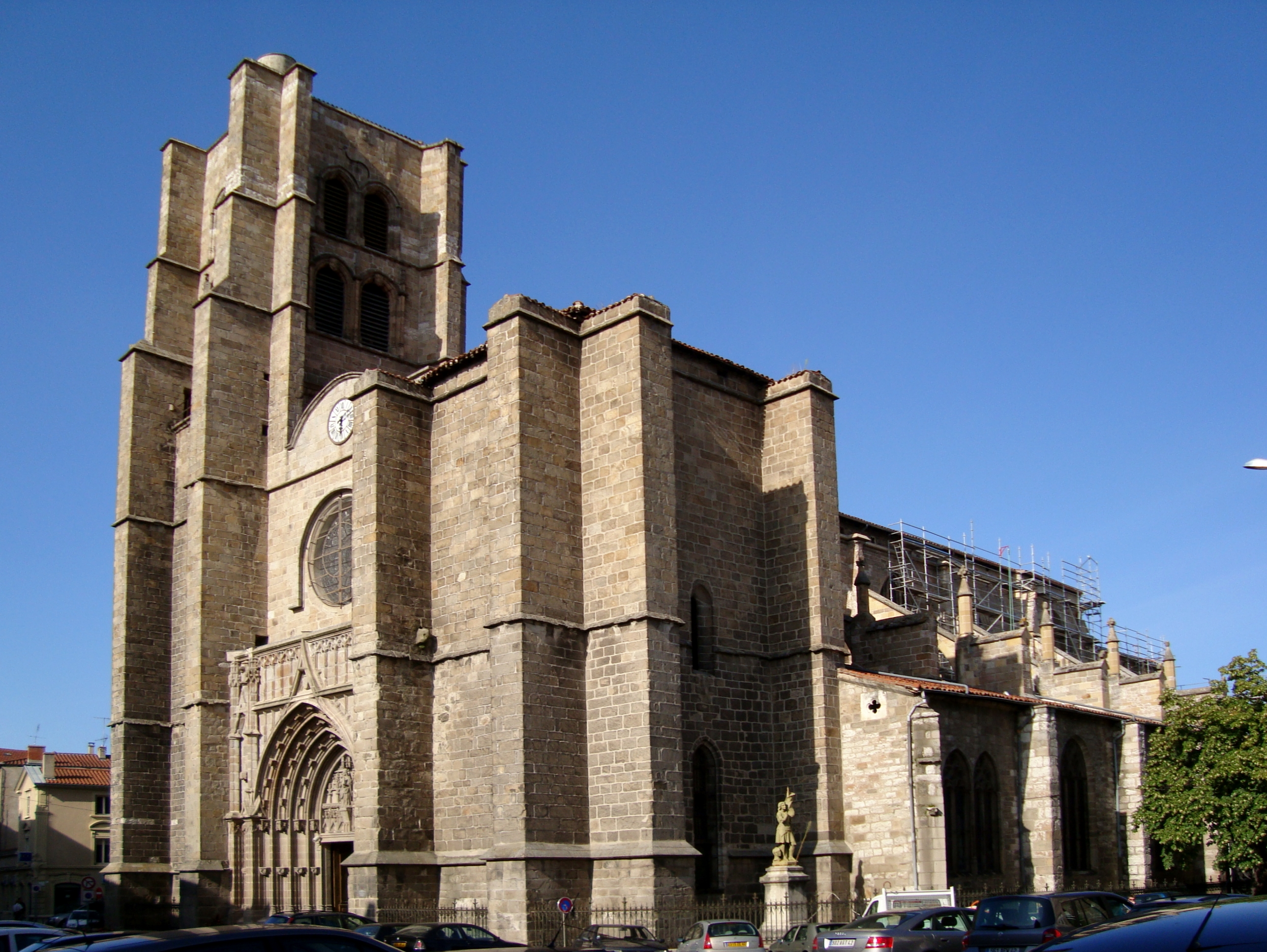
Collégiale de Montbrison.
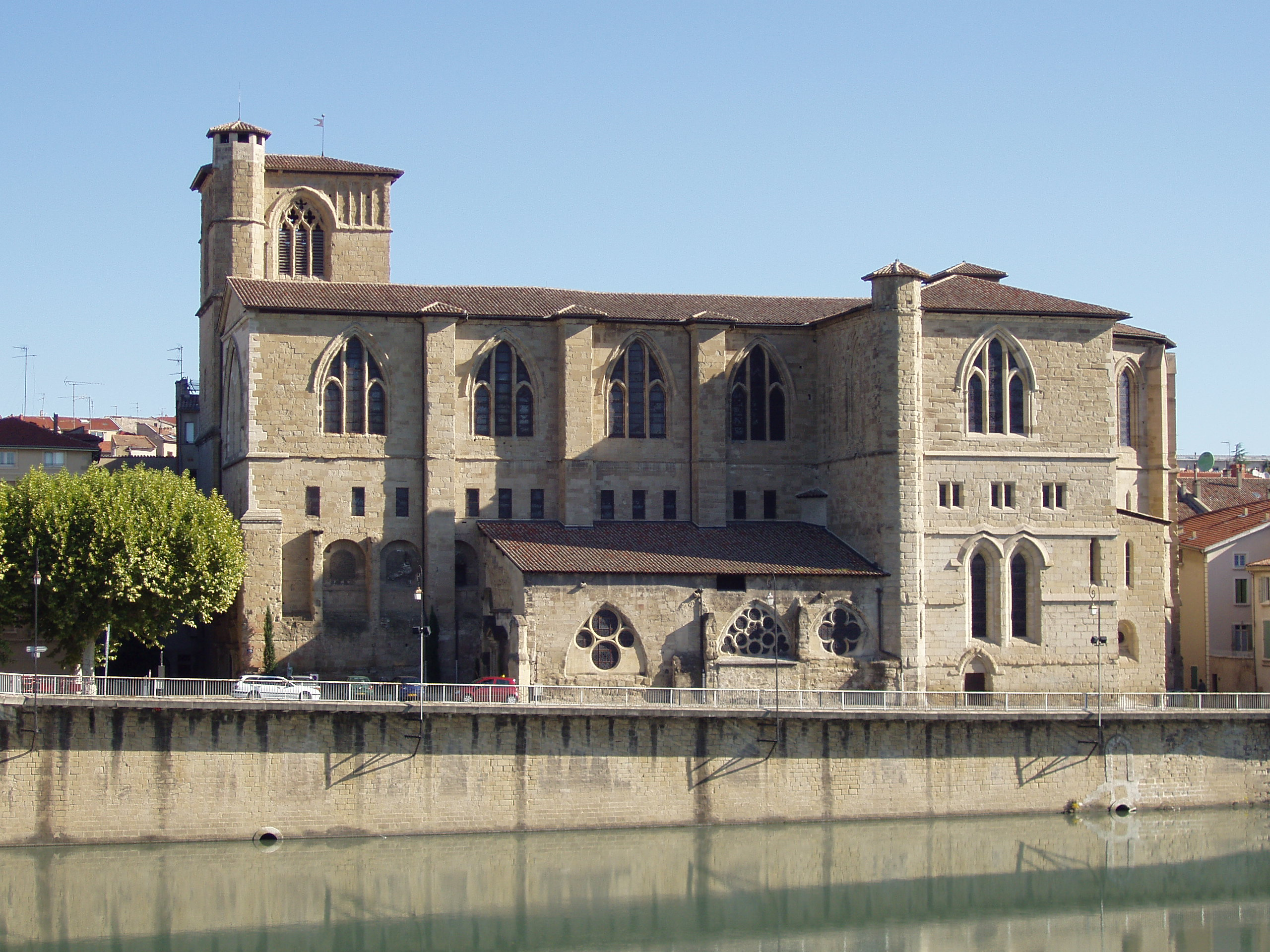
Collégiale Saint-Barnard de Romans-sur-Isère.
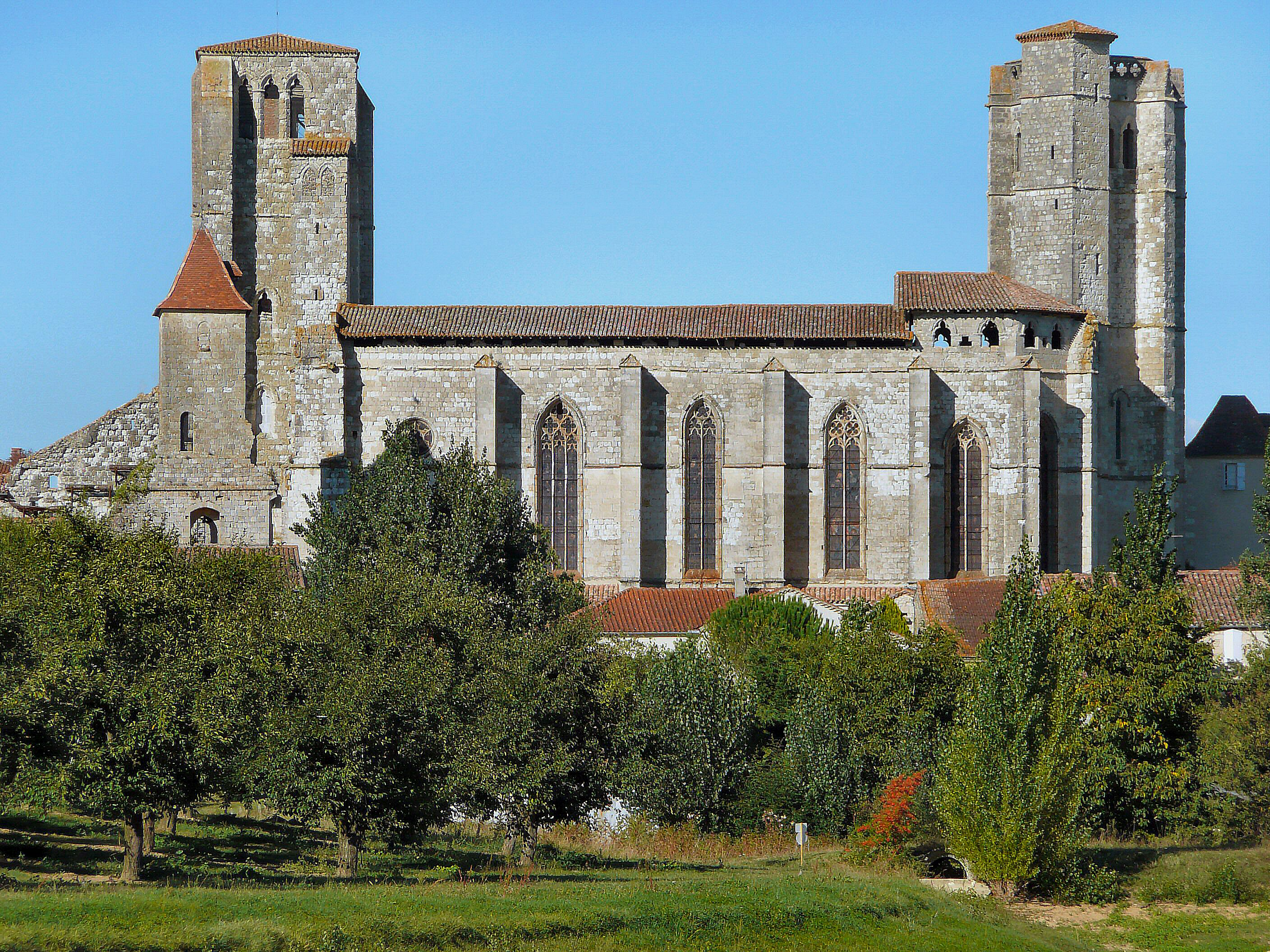
La collégiale Saint-Pierre de La Romieu.
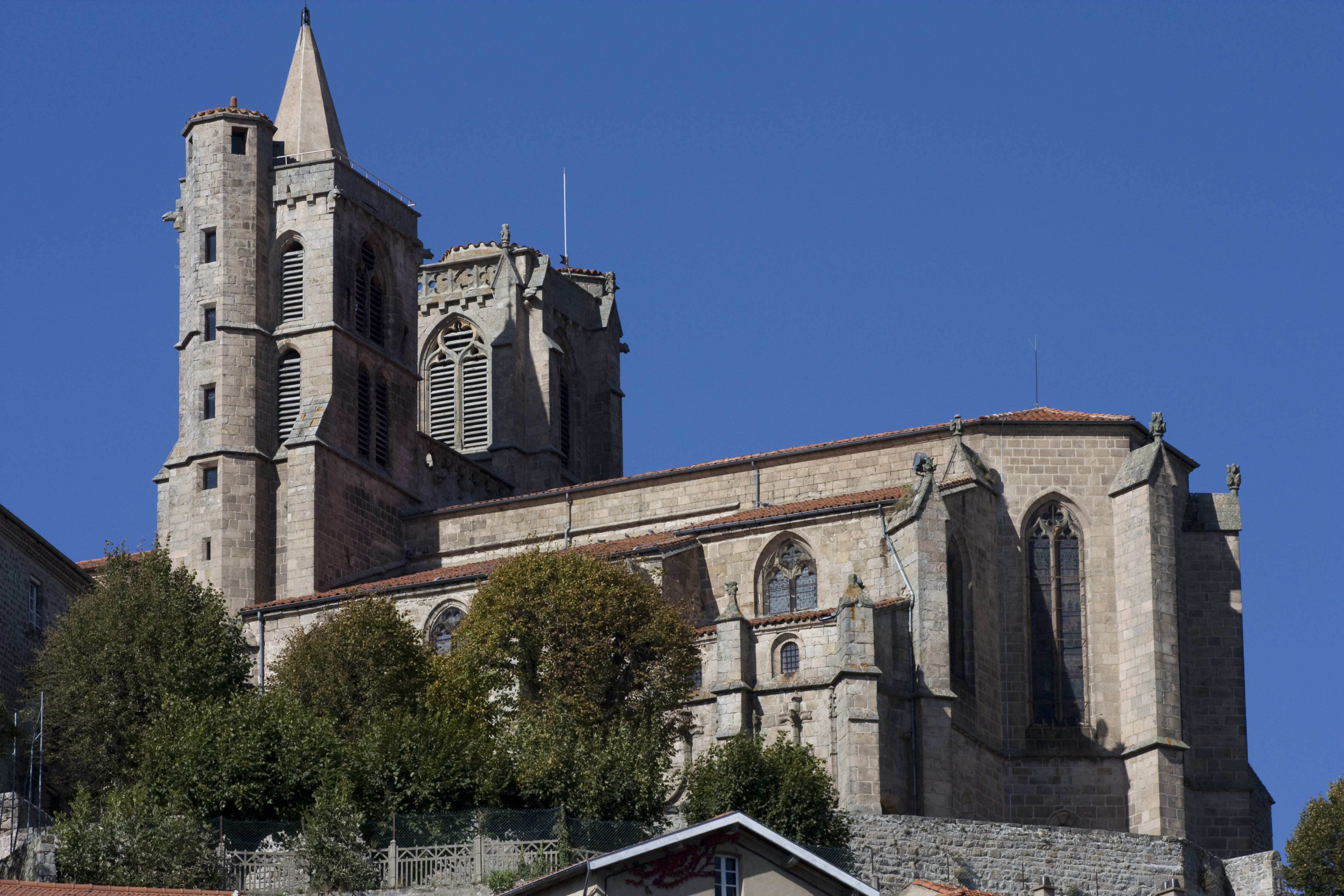
Collégiale de Saint-Bonnet-le-Château.
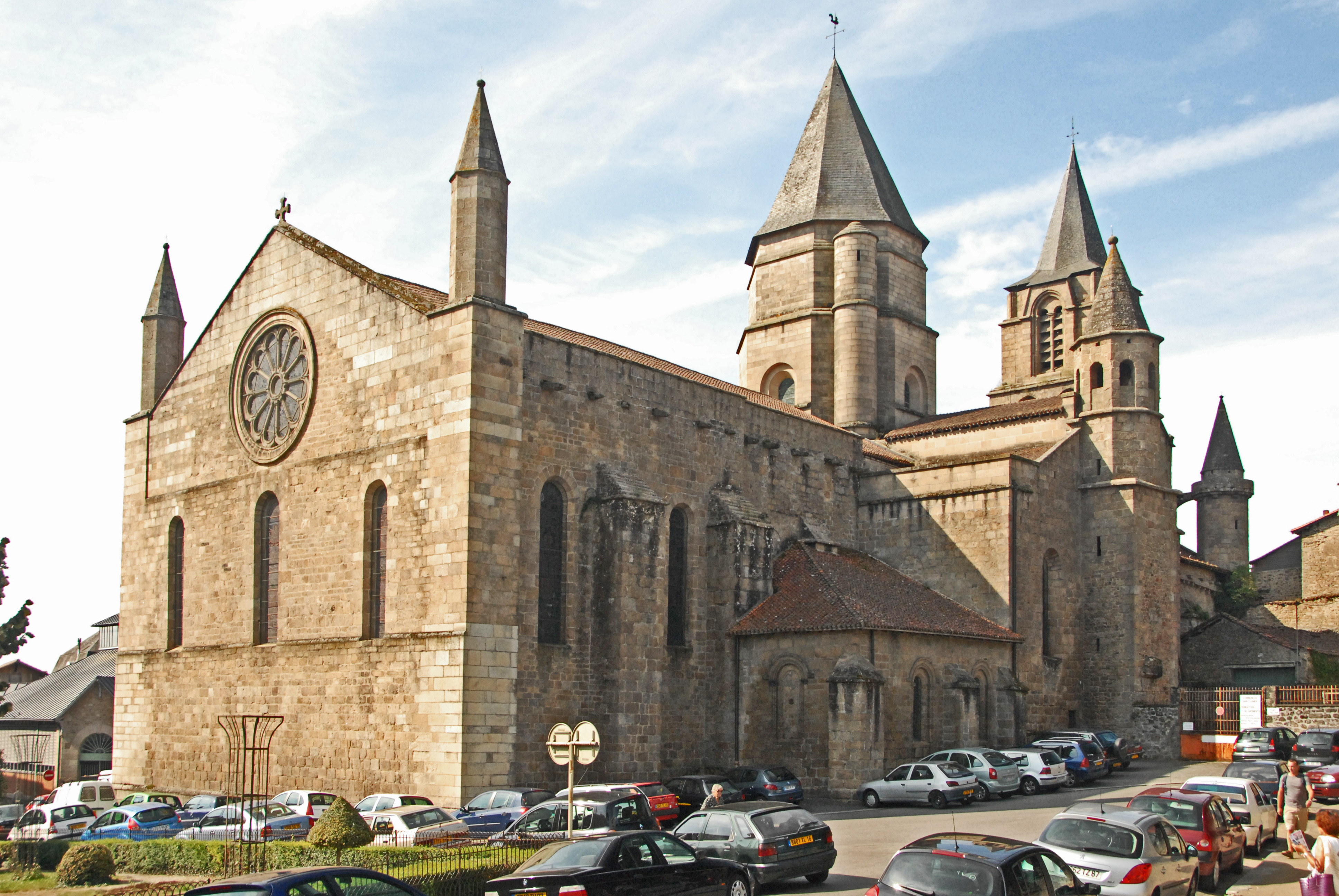
Collégiale Saint-Junien de Saint-Junien.
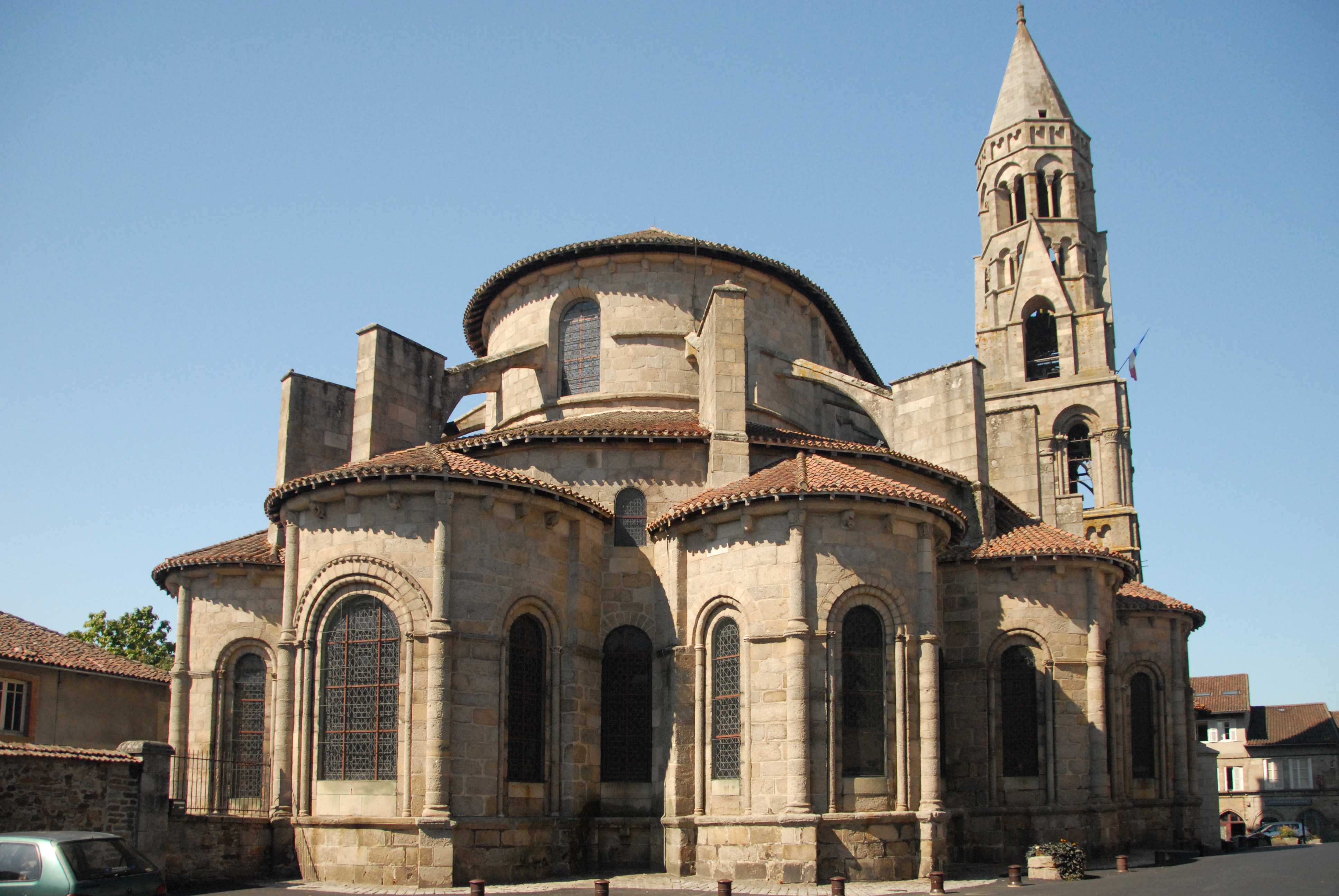
Collégiale Saint-Léonard de Saint-Léonard-de-Noblat.
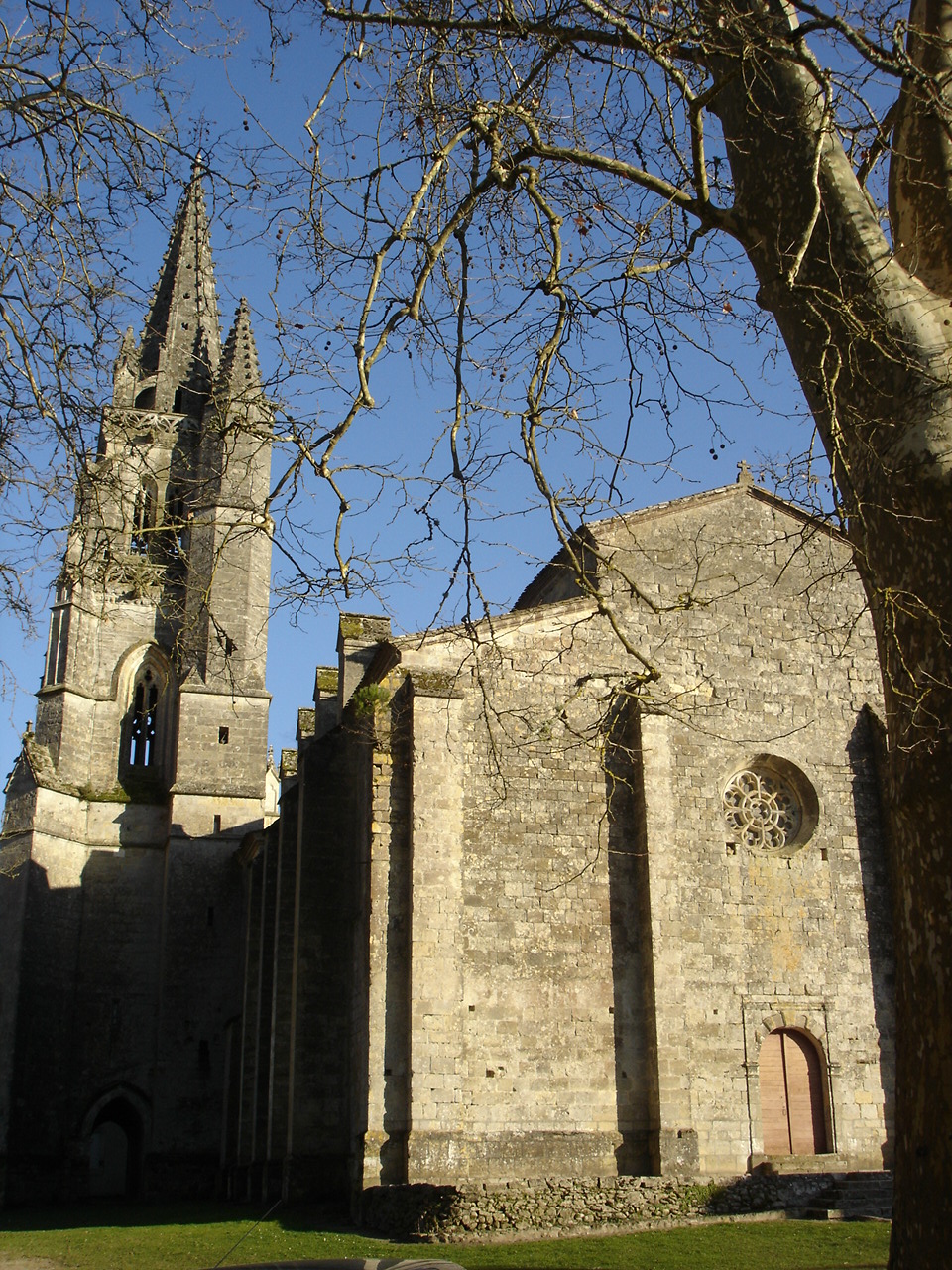
Collégiale Notre-Dame d'Uzeste.

### Espagne
- Collégiale Saint-Isidore de Madrid
- Collégiale Saint-Antonin (es) dédiée à saint Antonin de Pamiers à Medina del Campo
- Collégiale de Sant Joan de les Abadesses (1592 -1851)

### Italie
- Basilique Collégiale de Notre-Dame de l'Aumône
- Collégiale de Saint-Ours à Aoste
- Collégiale de San Quirico d'Orcia
- Collégiale de San Gimignano

### Pologne
- Collégiale Sainte-Anne de Varsovie

### Suisse
- Collégiale de Neuchâtel
- Collégiale Notre-Dame-de-l'Assomption de Romont
- Collégiale de Saint-Ursanne (site web)
- Collégiale Saint-Ours de Soleure, actuelle cathédrale du diocèse de Bâle
- Collégiale Saint-Vincent de Berne, plus connue sous le nom de cathédrale de Berne
- Collégiale de Valangin